# Новоукраїнська сільська рада (Близнюківський район)
Новоукраї́нська сільська́ ра́да — колишня  адміністративно-територіальна одиниця та орган місцевого самоврядування у Близнюківському районі Харківської області. Адміністративний центр — село Новоукраїнка.

## Загальні відомості
- Новоукраїнська сільська рада утворена в 1992 році.
- Територія ради: 32,4 км²
- Населення ради: 453 особи (станом на 2001 рік)

## Населені пункти
Сільській раді підпорядковані населені пункти:
- с. Новоукраїнка
- с. Новомиколаївка
- с. Холодне

## Склад ради
Рада складається з 12 депутатів та голови.
- Голова ради: Сокол Сергій Федорович
- Секретар ради: Стьопіна Капітоліна Захарівна

### Керівний склад попередніх скликань
| Прізвище, ім'я, по батькові | Основні відомості                                                         | Дата обрання | Дата звільнення |
| --------------------------- | ------------------------------------------------------------------------- | ------------ | --------------- |
| Сокол Сергій Федорович      | Сільський голова, 1967 року народження, освіта вища, безпартійний         | 26.03.2006   | 31.10.2010      |
| Сокол Сергій Федорович      | Сільський голова, 1967 року народження, освіта вища, член Партії регіонів | 31.10.2010   |                 |

Примітка: таблиця складена за даними сайту Верховної Ради України

### Депутати
За результатами місцевих виборів 2010 року депутатами ради стали:

#### За суб'єктами висування
| Суб'єкт висування                                       | Кількість обраних депутатів | %    |
| ------------------------------------------------------- | --------------------------- | ---- |
| Партія регіонів                                         | 4                           | 33,3 |
| Комуністична партія України                             | 2                           | 16,7 |
| Політична партія Всеукраїнське об'єднання «Батьківщина» | 2                           | 16,7 |
| Самовисування                                           | 2                           | 16,7 |
| Партія «Відродження»                                    | 1                           | 8,3  |
| Політична партія «Сильна Україна»                       | 1                           | 8,3  |

#### За округами
| № округу                                                | Прізвище, ім'я, по батькові   | Дата визнання обраним | Освіта  | Партійна приналежність                        | Відомості про обраного депутата                        |
| ------------------------------------------------------- | ----------------------------- | --------------------- | ------- | --------------------------------------------- | ------------------------------------------------------ |
| Комуністична партія України                             |                               |                       |         |                                               |                                                        |
| 1                                                       | Стьопіна Капіталіна Захарівна | 01.11.2010            | середня | позапартійна                                  | Новоукраїнськасільськарада, секретар                   |
| 3                                                       | Стьопін Олександр Миколайович | 01.11.2010            | середня | член Комуністичної партії України             | пенсіонер                                              |
| Партія «ВІДРОДЖЕННЯ»                                    |                               |                       |         |                                               |                                                        |
| 6                                                       | Сільченко Тетяна Миколаївна   | 01.11.2010            | середня | позапартійна                                  | ФОП Шпак Т. С., продавець                              |
| Партія регіонів                                         |                               |                       |         |                                               |                                                        |
| 4                                                       | Дика Марина Борисівна         | 01.11.2010            | середня | член Партії регіонів                          | Новоукраїнський СБК, директор                          |
| 7                                                       | Сокол Олександр Федорович     | 01.11.2010            | середня | член Партії регіонів                          | ПСП"ЧервонаЗоря", шофер                                |
| 9                                                       | Дика Юліна Василівна          | 01.11.2010            | вища    | член Партії регіонів                          | Новоукраїнська загальноосвітня школа І-ІІ ст., вчитель |
| 10                                                      | Мовчан Людмила Петрівна       | 01.11.2010            | середня | член Партії регіонів                          | ПСП"ЧервонаЗоря", бухгалтер                            |
| Політична партія Всеукраїнське об'єднання «Батьківщина» |                               |                       |         |                                               |                                                        |
| 2                                                       | Гришина Ольга Петрівна        | 01.11.2010            | вища    | член Всеукраїнського об'єднання «Батьківщина» | Новоукраїнська загальноосвітня школа І-ІІ ст., вчитель |
| 8                                                       | Дідич Віталій Валерійович     | 01.11.2010            | середня | член Всеукраїнського об'єднання «Батьківщина» | фізична особа-підприємець                              |
| Політична партія «Сильна Україна»                       |                               |                       |         |                                               |                                                        |
| 12                                                      | Філяк Сергій Дмитрович        | 01.11.2010            | середня | член Політичної партії «Сильна Україна»       | тимчасово не працює                                    |
| Самовисування                                           |                               |                       |         |                                               |                                                        |
| 5                                                       | Сільченко Оксана Леонідівна   | 01.11.2010            | середня | член Партії регіонів                          | ФОПКременчуцька Ю. В., продавець                       |
| 11                                                      | Болтнєв Сергій Миколайович    | 27.12.2010            | вища    | член Політичної партії «Сильна Україна»       | тимчасово не працює                                    |